# 이루펀트
이루펀트(Eluphant)는 2006년 결성된 대한민국의 힙합 듀오이다. 멤버는 키비(Kebee)와 마이노스(Minos)이며, 처음에는 프로젝트 성으로 약 1년 간 활동이 이어졌다. 이후 2011년에 들어 Minos의 소울 컴퍼니 입단과 함께 정식 팀으로 바뀌었다. 이 팀은 소울 컴퍼니의 아티스트와 외부 아티스트가 프로젝트 팀을 결성하여 활동하는 "A-Class League"의 1호 팀으로 탄생하였다. 2013년까지 Standart 소속이었으며, 현재는 브랜뉴뮤직 소속이다.

## 역사

### 프로젝트 팀 결성
소울 컴퍼니가 만들어지기 전부터 서로 알고 지내던 사이였던 키비와 마이노스는 힙합 그룹 바이러스의 앨범 수록곡인 〈돋보기 너머 희뿌연 풍경〉등의 합작 곡을 만들기도 하였으나, 2003년 마이노스의 입대 이후로 콜라보가 없었다. 이후 Soul Company가 설립되고 CEO로써 활동하던 Kebee는 Soul Company의 운영으로 점차 음악적으로는 소극적으로 활동하게 되었는데, 다시 음악 활동을 재개함에 있어 어떤 길을 택할까 고민을 하던 찰나 제대한 Minos가 그에게 프로젝트를 제의하였다. 이 프로젝트는 처음에는 컴필레이션으로 기획되었으나 점차 2인조의 프로젝트 팀으로 굳어져갔다.
둘이 Eluphant란 이름 아래 프로젝트를 진행 중이라는 것은 2005년 마지막 날에 알려졌으며 이는 많은 팬들의 관심을 불러모았다. 이 앨범은 3월 31일에 발매가 되었으며, 코끼리 공장의 해피엔드: 졸업식 을 타이틀로 해서 둘은 다수의 공연에서 활동하였다. 이들의 활동은 1년쯤 지속되었으며, NMNP의 컴필레이션 앨범에 〈Eluphant의 관계〉 라는 곡으로 참여하기도 하였다.
Eluphant는 프로젝트 팀이므로 지속적인 활동을 하지 않았지만, 둘은 이후에도 바보닥터(Minos 1집 수록곡), Make Music(Kebee 2집 수록곡) 등의 곡으로 호흡을 맞추었다. Eluphant라는 이름 아래 다시 뭉칠 것인가에 관해서, 둘은 일단 각자의 활동이 우선이 될 것이나, Eluphant는 둘이 혼자는 낼 수 없는 색깔을 내는 팀이며, 일회성으로 그치지 않고 변화를 줄 수 있는 프로젝트 앨범을 다음에 또 만들어볼 생각이 있다고 밝혔다.
최근 Kebee는 힙합플레이야 인터넷 라디오에 출연하여 이루펀트로써 몇 곡을 작업하였으나 사정상 발표는 못하게 되었으며, 현재도 이루펀트는 자신에게 큰 의미가 있는 팀이므로 기회가 되면 언제든 작업을 해야한다고 생각한다 밝혔다.

### 정식 팀으로 변모
2010년 말, 여러 공연과 트위터에서 Kebee와 Minos는 이루펀트의 두 번째 앨범이 작업 중임을 밝혔으며, 이제부터는 프로젝트 팀이 아닌 정식 팀으로 활동할 것이라고 말하였다. Man on the Earth라고 이름붙여진 이 앨범은 2011년 4월 1일 이후로 두 장의 싱글 앨범과 한 장의 미니 앨범을 거쳐 6월에 발표되었다. 한편, 둘은 모두 한국 콘서바토리에서 운영하는 음악 교육원 FnC 아카데미에서 랩/보컬 교수진에 합류하여 학생들을 가르치고 있다.
2011년 9월 키비가 입대하면서 이루펀트의 공식 활동은 중단되었으나, 현재 그들은 미리 작업해둔 디지털 싱글을 발표하였다. 이 디지털 싱글들은 Apollo라는 이름으로 묶여 나왔으며, 이는 다음 앨범 Man on the Moon으로 이어지는 다리 역할을 한다는 의미다. 이후 이 싱글들은 미니 앨범 Apollo로 묶여나왔다. 한편, Soul Company가 해체하여 둘은 잠시 무소속이 되었으나, 얼마 안 가 신생 레이블 Standart의 창립 멤버로 키비와 마이노스가 둘 다 들어가면서 팀은 그대로 유지되었다.
2013년 가을 대체복무가 종료된 키비는 곧바로 자신의 솔로 앨범과 이루펀트의 앨범 작업에 돌입하였으며, 먼저 11월에 40와의 합작 디지털 싱글을 발표하였고, 그다음 솔로 앨범을 발표하여 활동 재개의 신호탄을 알렸다. 이들은 윤하의 새 앨범 타이틀곡 〈없어〉에도 피쳐링하였다. 2015년에는 라이머가 CEO로 있는 브랜뉴뮤직과 전속계약을 체결함과 동시에 정규음반을 준비 중이라는 소식을 전해왔으며 1월 20일에 김필과 함께 한 선공개 싱글 〈크레이터(Crater)〉를 발표하였다.이어 2월 13일에는 god
의 김태우와 함께한 싱글 〈등대〉를 발표했다.4월 4일에는 홍대 롤링홀에서 단독 콘서트를 열었고,2015년 6월 10일에는 같은 소속사 가수인 As One과 함께 KBS 2TV 수목드라마 《복면검사》 OST에 참여하기도 하였으며,이어 7월 8일에는 4년만에 새 정규 음반 《Man On The Moon》을 발표하였다.

대표곡: 〈코끼리 공장의 해피엔드: 졸업식〉, Superstar, She is Not Follwing You, 〈여전히 아름답네요〉, 〈키덜트〉, 〈크레이터〉, 〈등대〉, 〈심심할 때만〉

## 디스코그래피
- 2006년 3월 31일 Eluphant Bakery LP
- 2008년 12월 4일 Eluphant Bakery (재발매)
- 2011년 4월 1일 Superstar 디지털 싱글
- 2011년 4월 11일 She is Not Follwing You 디지털 싱글
- 2011년 5월 3일 《여전히 아름답네요》 싱글
- 2011년 6월 9일 2집 Man On The Earth LP
- 2011년 6월 28일 《자장가》 디지털 싱글
- 2011년 10월 5일 《APOLLO 1/3: 미래로 돌아가자》 디지털 싱글
- 2012년 7월 5일 《APOLLO 2/3: 별사탕》 디지털 싱글
- 2012년 7월 20일 2.5집 APOLLO EP
- 2015년 1월 20일 《크레이터(Crater)》 디지털 싱글
- 2015년 2월 13일 《등대》 디지털 싱글
- 2015년 7월 8일 3집 Man On The Moon LP
- 2016년 4월 7일  《화분》 디지털 싱글
- 2016년 10월 19일  《Newport》 디지털 싱글
- 2017년 4월 26일  《생활 속으로》 디지털 싱글
- 2017년 5월 16일 "여행의 기술" EP

### 합작 앨범
- 2013년 11월 20일 40 & 이루펀트 - Luminant Opus III 디지털 싱글

### OST
- 《복면검사 OST Part 2》 (with 애즈 원) (2015년)
- 《동네의 영웅 OST Part 1》 (2016년)

## Eluphant Bakery
Eluphant Bakery는 Eluphant의 첫 앨범이이다. 다른 MC들과 차별화되는 주제를 풀어가는 능력을 가진 두 MC가 이룬 팀 답게, 이 앨범은 잘 짜여진 스토리텔링으로 가득차 있으며, 스타일이 부드러워 비단 힙합 매니아 뿐이 아니라 대중들에게도 좋은 반응을 얻었다. 처음 기획 당시 Kebee는 이 앨범을 "장르가 힙합이지만, 보사노바를 듣고 난 이후의 감정을 느낄 수 있는 그런 앨범"으로 기획하였다고 밝혔다. 하지만, 일렉트로니카 뮤지션과의 작업을 시도했다가 무산되는 등, 실제 계획한 것이 모두 해결되지는 않았다. 2008년 12월 4일 이 앨범은 소울 컴퍼니 재발매 시리즈의 한 편으로 재발매가 되었으며, 재발매판에는 Mr. 심드렁 (Urban Remix)가 수록되어있다.
한편으로, 자켓은 하자센터에서 친분을 맺은 아호와 부기라는 디자이너가 담당하였는데, 팬시적인 느낌이 나는 디자인으로 역시 좋은 반응을 얻었다. 재발매 판에서는 구매한 사람들이 직접 CD 자켓을 디자인할 수 있도록 원 자켓은 백지이며, 스티커가 첨부되어있다.

## 이름
Eluphant는 Eluka와 Elephant의 합성어이다. Eluka는 일본어로 돌고래란 뜻으로, Kebee가 프로듀서 네임으로 쓰는 다른 이름이다. Elephant는 Minos가 앨범 제작 시기 당시에 읽고 감명을 받았다는 무라카미 하루키의 소설 코끼리 공장의 해피엔드에서 따온 것이다.